# نويل ريتشاردز
نويل ريتشاردز (بالإنجليزية: Noel Richards)‏ هو كاتب ترانيم بريطاني، ولد في 15 فبراير 1955 في Llantrisant ‏ في المملكة المتحدة.

## وصلات خارجية
- نويل ريتشاردز على موقع ميوزك برينز (الإنجليزية)
- نويل ريتشاردز على موقع ديسكوغز (الإنجليزية)
- الموقع الرسمي